# Passivt motstånd (Finland)
Passivt motstånd avser i Finland särskilt de konstitutionellas hållning mot Nikolaj Bobrikovs förryskningsåtgärder i början av 1900-talet. 
Eftersom ett våldsamt uppror hade varit dömt att misslyckas redan på förhand, sågs passivt motstånd som en mer realistisk strategi. Man skulle konsekvent vägra att medverka i, lyda eller erkänna sådana påbud och åtgärder från de makthavandes sida som ansågs strida mot Finlands lagar, även om det kunde få personliga påföljder. Särskilt riktade sig passivt motstånd mot den nya värnpliktslagen av 1901, vilket tog sig uttryck i värnpliktsstrejken. En viktig del av det passiva motståndet var också informationsspridningen som riktade sig såväl till utlandet som till hemlandet (genom tidningen Fria Ord). För att leda verksamheten grundades en hemlig politisk organisation, Kagalen. 
Frågan om passivt motstånd dök i Finland upp första gången i samband med oron kring januariutskottet i början av 1860-talet, men avvisades då av Johan Vilhelm Snellman. Att ungrarna under detta decennium med god framgång hade använt sig av passivt motstånd i sin nationella kamp var väl känt i Finland, och 1887 tog Agathon Meurman upp passivt motstånd i sitt finska konversationslexikon. I samband med postmanifestet 1891 formulerade Rabbe Axel Wrede de juridiska principerna för det passiva motståndet i skriften Blick på ställningen i landet. Det passiva motståndets egentliga huvudideolog var dock Leo Mechelin. 
Det passiva motståndet försvårade det utan tvekan för Bobrikov att genomföra sitt program. Dess andel för den politiska mobiliseringen i Finland var även betydande och beredde mark för storstrejken 1905. Men passivt motstånd accepterades inte av alla, en mindre grupp övergick till aktivismen och Finska partiet splittrades då gammalfinnarna från senaten ledde en undfallenhetspolitik visavi de ryska kraven.